# WebM
WebM ist ein von Google gesponsortes, audiovisuelles Containerformat für freie Codecs wie VP9 und damit eine Alternative zu MPEG mit Codecs wie H.264 und dem Containerformat MP4, entwickelt für Webseiten im HTML5-Standard. WebM wurde im Mai 2010 von Google vorgestellt und wird unter anderem von der Mozilla Foundation und von Opera Software unterstützt. Für den Internet Explorer ab Version 9 stellt Google eine Browser-Erweiterung zum Download bereit. Der Microsoft Edge unterstützt WebM seit 2016.
Im April 2011 führte Google WebM auch auf YouTube ein, wo er seither als alternative Wiedergabemöglichkeit über den Video-Tag in HTML5, ohne Browser-Plugins wie den bisher benötigten Flashplayer, in die Seite eingebunden wird. Eine weitere Beispielimplementierung – die im Fall des Videoformates VP8 auch die Beschreibung des Standards darstellt – wurde als freie Software unter den Bedingungen einer BSD-Lizenz veröffentlicht. Ein Schwesterprojekt von WebM ist das auf der Intra-Frame-Kodierung von VP8 basierende Grafikformat WebP.

## Technische Details
Der WebM-Standard besteht aus einer Untermenge des Matroska-Containerformats, den Videocodecs VP8 und VP9 und den Audiocodecs Vorbis sowie dem neueren Opus.
Standardmäßig verwendet FFmpeg seit August 2015 für die Ausgabe in WebM-Dateien VP9 mit Opus anstelle von VP8 mit Vorbis.

## Geschichte und Unterstützung
Das Projekt wurde auf der Entwickler-Konferenz Google I/O 2010 angekündigt und trat zunächst in Konkurrenz mit dem H.264-Codec. Google hat nach dem Kauf von On2 mit VP8 einen freien Codec für HTML5 veröffentlicht. Mozilla Firefox, Opera und Chromium brachten am Tag der Bekanntgabe ebenso wie Google selbst (Beta-)Browserversionen mit WebM-Unterstützung heraus. Am 17. April 2012 kündigte die deutsche Tagesschau an, in ihren Online-Angeboten Ogg Theora durch WebM zu ersetzen. Bereits seit Ende März waren Videos nicht mehr als Ogg Theora verfügbar.
Seit November 2012 wird WebM auf allen Wiki-Plattformen von Wikimedia unterstützt.